# Bjorn Hoeben
Bjorn Hoeben (* 28. März 1980 in Weert) ist ein niederländischer Cyclocross- und Straßenradrennfahrer.
Bjorn Hoeben gewann im Jahr 2000 zwei Etappen bei Le Transalsace International und konnte so auch die Gesamtwertung für sich entscheiden. 2002 fuhr er für Rabobank TT3, das Farmteam der Profimannschaft Rabobank. Dort gewann den Prolog bei der Volta a Lleida. Ab 2004 fuhr er für die niederländische Team Van Hemert-Eurogifts. In der Saison 2006 gewann er eine Etappe bei der Volta a Tarragona und er wurde nationaler Meister im Straßenrennen der Amateure. 2008 gewann Hoeben die erste Etappe beim Ringerike Grand Prix und ein Teilstück bei der Tour de Namur.

## Erfolge – Straße
2000
- Gesamtwertung und zwei Etappen Le Transalsace International

2002
- eine Etappe Volta a Lleida

2006
- Niederländischer Meister – Straße

2008
- eine Etappe Ringerike Grand Prix

## Teams
- 2002 Rabobank TT3

- 2004 Van Hemert-Eurogifts
- 2005 Eurogifts.com
- 2006 ProComm-Van Hemert
- 2007 Time-Van Hemert